# Guča (selo)
Guča (selo) (en serbe cyrillique : Гуча (село)) est une localité de Serbie située dans la municipalité de Lučani, district de Moravica. Au recensement de 2011, elle comptait 1 940 habitants.
Guča (selo) est officiellement classée parmi les villages de Serbie.

## Démographie

### Évolution historique de la population
| 1948  | 1953  | 1961  | 1971  | 1981  | 1991  | 2002  | 2011  |
| ----- | ----- | ----- | ----- | ----- | ----- | ----- | ----- |
| 2 032 | 2 060 | 1 900 | 1 800 | 1 907 | 1 951 | 2 010 | 1 940 |

|  |